# Stevens County (Minnesota)
Das Stevens County ist ein County im US-amerikanischen Bundesstaat Minnesota. Im Jahr 2020 hatte das County 9671 Einwohner und eine Bevölkerungsdichte von 6,6 Einwohnern pro Quadratkilometer. Der Verwaltungssitz (County Seat) ist Morris.

## Geografie
Das County liegt in einer seenreichen Landschaft im Westen Minnesotas, rund 50 km südöstlich der Schnittstelle der Staaten North Dakota, South Dakota und Minnesota. Es hat eine Fläche von 1490 Quadratkilometern, wovon 34 Quadratkilometer Wasserfläche sind. Das County wird von Nord nach Süd vom Pomme de Terre River durchflossen, einem linken Nebenfluss des in den Mississippi mündenden Minnesota River. An das Stevens County grenzen folgende Nachbarcountys:
| Traverse County  | Grant County | Douglas County |
|                  |              | Pope County    |
| Big Stone County | Swift County |                |

## Geschichte

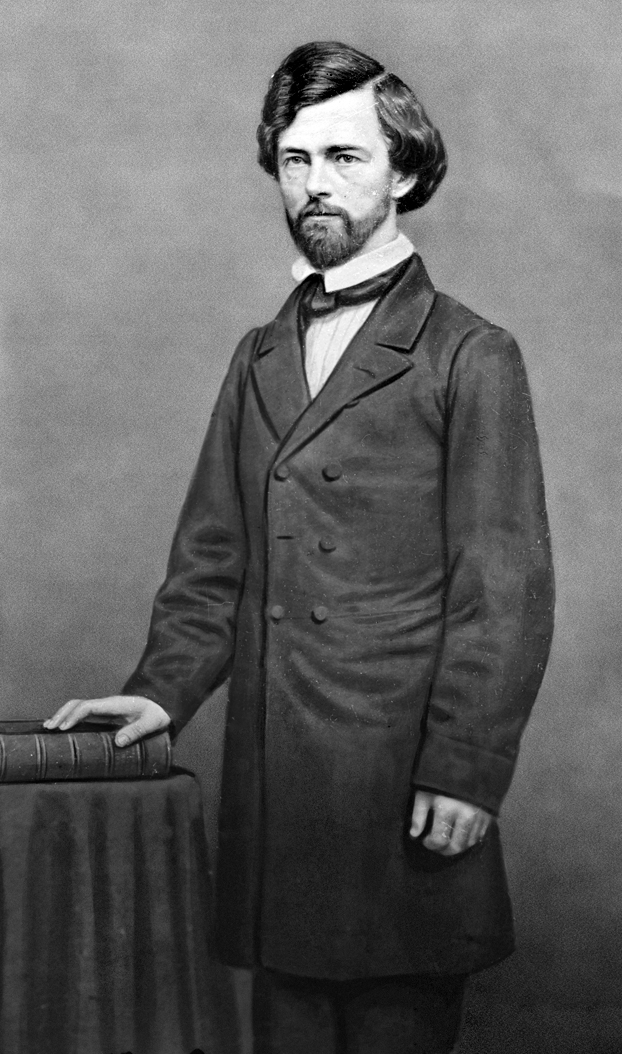
Stevens

Das Stevens County wurde am 20. Februar 1862 aus Teilen des nur noch in Wisconsin existierenden Pierce County und Indianerland gebildet. Benannt wurde es nach Isaac Ingalls Stevens, dem ersten Gouverneur des Washington-Territoriums und Brigadegeneral der Unionsarmee während des Amerikanischen Bürgerkrieges.

## Demografische Daten
Nach der Volkszählung im Jahr 2010 lebten im Stevens County 9726 Menschen in 3739 Haushalten. Die Bevölkerungsdichte betrug 6,7 Einwohner pro Quadratkilometer. In den 3739 Haushalten lebten statistisch je 2,35 Personen.
Ethnisch betrachtet setzte sich die Bevölkerung zusammen aus 93,4 Prozent Weißen, 1,6 Prozent Afroamerikanern, 1,3 Prozent amerikanischen Ureinwohnern, 1,7 Prozent Asiaten, 0,1 Prozent Polynesiern sowie aus anderen ethnischen Gruppen; 2,0 Prozent stammten von zwei oder mehr Ethnien ab. Unabhängig von der ethnischen Zugehörigkeit waren 4,0 Prozent der Bevölkerung spanischer oder lateinamerikanischer Abstammung.
20,2 Prozent der Bevölkerung waren unter 18 Jahre alt, 63,5 Prozent waren zwischen 18 und 64 und 16,3 Prozent waren 65 Jahre oder älter. 50,8 Prozent der Bevölkerung war weiblich.

Das jährliche Durchschnittseinkommen eines Haushalts lag bei 47.712 USD. Das Pro-Kopf-Einkommen betrug 25.855 USD. 14,3 Prozent der Einwohner lebten unterhalb der Armutsgrenze.

## Ortschaften im Stevens County
Citys
| - Alberta - Chokio - Donnelly | - Hancock - Morris |

## Gliederung
Das Stevens County ist neben den fünf Citys in 16 Townships eingeteilt:
| Township           | Einwohner (2010) | FIPS     |
| ------------------ | ---------------- | -------- |
| Baker Township     | 114              | 27-03232 |
| Darnen Township    | 292              | 27-14824 |
| Donnelly Township  | 100              | 27-16102 |
| Eldorado Township  | 94               | 27-18494 |
| Everglade Township | 108              | 27-19970 |
| Framnas Township   | 305              | 27-22274 |
| Hodges Township    | 277              | 27-29438 |
| Horton Township    | 174              | 27-30212 |

| Township            | Einwohner (2010) | FIPS     |
| ------------------- | ---------------- | -------- |
| Moore Township      | 243              | 27-43846 |
| Morris Township     | 396              | 27-44260 |
| Pepperton Township  | 134              | 27-50380 |
| Rendsville Township | 161              | 27-53818 |
| Scott Township      | 144              | 27-59044 |
| Stevens Township    | 77               | 27-62752 |
| Swan Lake Township  | 194              | 27-63724 |
| Synnes Township     | 118              | 27-63976 |